# ジョー・ボスティック
ジョー・ボスティック（Joe Earl Bostic, Jr. 1957年4月20日- ）は、ノースカロライナ州グリーンズボロ出身の元アメリカンフットボール選手。
クレムゾン大学時代の1975年から1978年にかけてチームは3回ボウルゲームに出場を果たした。また彼自身もオールアメリカンにも選ばれている。大学卒業後、1979年NFLのセントルイス・カージナルスに入団し、チームのフェニックス移転後（フェニックス・カージナルス）（現アリゾナ・カージナルス）での1年間を含む10シーズンプレイした。弟のジェフ・ボスティックもNFLのワシントン・レッドスキンズのオフェンスラインマンとして活躍した。1979年、オールルーキーチームに選ばれている。現役引退後の1996年にクレムゾン大学の20世紀を代表する選手に選ばれると共に殿堂入りを果たした。
現役引退後、同じクレムゾン大学出身でフィラデルフィア・イーグルスなどで活躍したスティーブ・ケニーと共に建設会社を共同経営している。